# Scrophularia hypsophila
Scrophularia hypsophila là một loài thực vật có hoa trong họ Huyền sâm. Loài này được Hand.-Mazz. miêu tả khoa học đầu tiên năm 1925.